# María Jesús Rubiera Mata
María Jesús Rubiera Mata (1942-7 de junio de 2009) fue una arabista española.

## Biografía
Licenciada y doctorada en Filología Semítica en la Universidad Complutense de Madrid, se trasladó a la Universidad de Alicante en 1982. Fue autora, entre otros, de títulos como Bibliografía de la Literatura hispano-árabe (1988) o Introducció a la Literatura hispano-àrab (1989). Casada con el también arabista Mikel de Epalza Ferrer, falleció en Alicante el 7 de junio de 2009.